# Henrik Brors
Henrik Johannes Brors, född 7 maj 1949, är en svensk journalist, bloggare samt politisk analytiker och kommentator.
Brors efterträdde  28 september 1998 Åke Ekdahl som chef för politikredaktionen på Dagens Nyheter. Från 1987 arbetade Brors för Tidningarnas Telegrambyrå (TT), bland annat som EU-korrespondent i Bryssel och säkerhetspolitisk reporter. Han började på TT som nyhetschef på centralredaktionen och blev senare chef för TT:s ekonomiredaktion. Det sista året på TT var han politisk reporter i Stockholm. Brors hade dessförinnan arbetat på de socialdemokratiska tidningarna Dala-Demokraten och Borlänge Tidning, den oberoende liberala tidningen Expressen, vänstertidskriften ETC samt socialdemokratiska A-Pressens Stockholmsredaktion. Brors är född i Finland men uppvuxen i Avesta (Grytnäs socken), Dalarna.
När Resumé utsåg Sveriges 99 mediemäktigaste 2007 hamnade Brors på plats 92. I en liknande undersökning av Fokus samma år hamnade han på femtonde plats.
Henrik Brors är far till Helena Brors, och sedan 11 juni 1982 gift med journalisten och författaren Ingrid Hedström.